# 渠县站
渠县站，位于中华人民共和国四川省达州市渠县天星镇，是襄渝铁路上的火车站，建于1975年，成都铁路局管辖。

## 車站周邊
- 渠县天星客运中心站
- 中国邮政储蓄银行天星邮政储蓄所
- 渠县天星镇第二中心小学
- 天星中学
- 渠县天星中心卫生院

## 歷史
- 建于1975年。